# Терпеноїди

Структурна формула ментолу

Карвон

Борнеол

Терпено́їди — клас аліфатичних та циклічних вуглеводнів різної складності (від 10 до 40 та більше вуглецевих атомів), в основі яких лежить ізопрен: СН2=С(СН3)—СН=СН2.
Сполуки природного походження, формально утворені з ізопрену (2-метилбута-1,3-дієну), повторення скелету якого може бути розпізнане в молекулі. Скелет ізопреноїдів може відрізнятися від строгої адитивності ізопренових одиниць втратою або зсувом фрагмента, звичайно метильної групи. Клас включає як вуглеводні, так і кисневмісні похідні (каротеноїди, стероїди, терпени).
Нерідко в літературі терпеноїди називають терпенами. Хоча в дійсності, терпеноїди — похідні терпенів (спирти, альдегіди, кетони, естери, наприклад, ментол, камфора та інші), що в природній сировині є їх супутниками, формально утворені з ізопренових одиниць. Цей клас поділяється відповідно до числа атомів С, як і терпени.

## Біосинтез
Біосинтез терпенів, стероїдів й жирів у живих організмах здійснюється з одного попередника - ацетил-КоА. 
Виділені пірофосфати є ключовими сполуками при біосинтезі усіх терпенів. 